# Fairview, Butler County, Pennsylvania
Fairview är en kommun (borough) i Butler County i delstaten Pennsylvania, USA.